# Agaricus lutosus
Agaricus lutosus är en svampart som först beskrevs av F.H. Møller, och fick sitt nu gällande namn av F.H. Møller 1952. Agaricus lutosus ingår i släktet champinjoner och familjen Agaricaceae.  Arten är reproducerande i Sverige. Inga underarter finns listade i Catalogue of Life.